# Quintet per a piano (Enescu)
El Quintet per a piano en la menor, op. 29, és una obra de música de cambra del compositor romanès George Enescu, escrita el 1940.

## Història
L'any 1940 va ser relativament tranquil per a Enescu. Romania encara no havia entrat a la Segona Guerra Mundial i el seu programa de concerts no era tan intens com havia estat el cas de la Primera Guerra Mundial, que hi va haver temps per completar dues composicions importants, les Impressions d'enfance per a violí i piano, i el Quintet per a piano. El manuscrit del Quintet indica que el primer parell de moviments es van completar a la Vila Luminiş d'Enescu a Sinaia el 24 de setembre de 1940, però el parell de moviments restants no estan datats i Enescu va continuar fent petites revisions fins al 1949. La partitura està dedicada a la memòria de la pianista (i primera mecenes d'Enescu) la princesa Elena Bibescu. L'obra no es va representar en vida d'Enescu, sinó que finalment es va estrenar a Bucarest el 1964 per (entre d'altres) Valentin Gheorghiu, piano i Ștefan Gheorghiu, primer violí.

## Anàlisi
El Quintet es divideix en quatre moviments, agrupats en dos blocs musicals de dos moviments cadascun:
- Con moto molto moderato
- Andante sostenuto e cantabile
- Vivace, ma non troppo
- Più tranquillo

La característica primordial del material melòdic cíclic que contribueix a unificar tots els moviments d'aquest Quintet és la presència constant d'una "cinquena modal": una fórmula que s'adapta a cadascun dels motius en el marc d'una cinquena perfecte, establint així un subjacent tors modal pentacordal. Dit d'una altra manera, els motius mostrats es poden considerar com a diversos tipus de "disfresses" melòdiques del cinquè modal al llarg del Quintet.

## Discografia
Cronològicament, per data de gravació.
- George Enescu: Quintet de piano en la menor, op. 29. Valentin Gheorghiu, piano; Ștefan Gheorghiu, George Nicolescu, violins; Valeriu Pitulac, viola; Aurel Niculescu, violoncel. Enregistrament LP, 1 disc: 12 a, 33⅓ rpm, estèreo. Electrecord ST-ECE 01913. Bucarest: Electrecord, 1977. (reeditat 1981)
- George Enescu: Quintet de piano en la menor, op. 29. Yvonne Piedemonte-Prelipcean piano; Voces Quartet (Bujor Prelipcean, Anton Diaconu, violins; Gheorghe Haag, viola; Dan Prelipcean, violoncel). 12 a, 33⅓ rpm, estèreo. Electrecord ST-ECE 01855. Bucarest: Electrecord, 1981.
- George Enescu: Octet, op. 7; Quintet, op. 29. Kremerata Baltica, Gidon Kremer, cond. (Octet); Andrius Zlabys, piano; Gidon Kremer, Dzeraldas Bidva, violins; Ula Ulijona, viola; Marta Sudraba, violoncel (Quintet). Octet va gravar el juny del 2000 a l'Angelika-Kauffmann-Saal, Schwarzenberg, Àustria; Quintet enregistrat el novembre de 2001 a la Probesaal der Philharmonie Rheinland-Pfalz, Ludwigshafen, Alemanya. Gravació de CD, 1 disc: 4¾ in., estèreo. Nonesuch 79682-2. Nova York: Nonesuch Records, 2002.
- George Enescu: Quintet de piano, op. 29; Quartet de piano núm. 2, op. 30. The Solomon Ensemble (Dominic Saunders, piano; Anne Solomon, Andrew Roberts, violins; Ralf Ehlers, viola; Rebecca Gilliver, violoncel). Enregistrat a Potton Hall, Suffolk, Anglaterra, del 22 al 24 de setembre del 2001. Gravació de CD, 1 disc: 4¾ in., estèreo. Naxos 8.557159. [Canadà]: HNH International, 2003.
- George Enescu: Trio per a piano; Quintet de piano; Ària i Scherzino. Remus Azoitei, violí; Schubert Ensemble (Simon Blendis i Alexandra Wood, violins; Douglas Paterson, viola; Jane Salmon, violoncel; Peter Buckoke, contrabaix; William Howard, piano). Enregistrat Potten Hall, Dunwich, Suffolk, 1-2 d'octubre de 2012 (Piano Trio); 22-23 de gener de 2013 (Quintet; Aria i Scherzino). Gravació de CD, 1 disc: 4¾ in., estèreo. Chandos CHAN 10790. Colchester: Chandos Records Ltd., 2013.